# إيتون إيست (تشيشير)
إيتون إيست (بالإنجليزية: Eaton, Cheshire East) هي قرية وأبرشية مدنية تقع في المملكة المتحدة في إنجلترا. يقدر عدد سكانها بـ 289 نسمة .